# Llista de ducs de Spoleto
Llista dels titulars del Ducat de Spoleto
Dependents del regne dels Longobards
- Faroald I 570-592
- Ariulf 592-602
- Teodelap 602-650
- Ató de Spoleto 650-665
- Transamund I o Trasimund I 665-703
- Faroald II 703-724
- Transamund II o Trasimund 724-739
- Hilderic de Spoleto 739-740
- Transamund II (segona vegada) 740-742
- Agilprand 742-744
- Transamund II (tercera vegada) 744-745
- Llop de Spoleto 745-752
- Unnolf de Spoleto 752
- Aistulf de Friül (rei dels longobards 749-756) 752-756
- Ratquis de Friül (reis dels longobards 744-749) 756-757
- Alboí de Spoleto 757-759
- Daufer o Desideri d'Ístria (rei dels longobards 756-774) 758-759

Ducs independents
- Gisulf 759-763 (duc independent)
- Teodici o Teodoric 763-773 (duc independent)
- Hildeprand 774-776

Ducs feudataris del Regne dels Francs
- Hildeprand 776-788
- Winiges 789-822
- Suppó 822-824
- Adelard 824
- Mauring 824
- Adelchis 824-834
- Lambert I de Spoleto 834-836
- Berenguer de Spoleto 836-841
- Guiu I de Spoleto 841-843

Feudataris del Regne de Lotaríngia (843-855) i del Regne d'Itàlia
D'origen franc
- Guiu I de Spoleto 843-860
- Lambert I de Spoleto 860-871
- Suppó II 871-874
- Lambert I (segona vegada) 875-879
- Guiu II de Spoleto 876-882
- Guiu III de Spoleto (rei d'Itàlia i emperador 891-894) 880-894
- Lambert II de Spoleto (rei d'Itàlia i emperador 892-898) 894-898
- Guiu IV de Spoleto (duc Guiu de Benevent 895-897) 895-898

D'origen italià
- Alberic I de Spoleto 898-922
- Bonifaci I de Spoleto 923-928
- Pere de Spoleto 924-928
- Teobald de Spoleto 928-936
- Ansiar d'Ivrea 936-940
- Sarlione 940-943
- Hubert de Toscana 943-946
- Bonifaci II de Toscana 946-953
- Teobald II de Toscana 953-959
- Transamund III (o Trasimund) 959-967
- Pandulf Cap de Ferro (Duc de Benevent 943-981) 967-981
- Transamund IV o Trasimund, Duc de Camerino) 982-989
- Hug el gran de Toscana (Hug I de Spoleto) 989-996
- Conrad de Spoleto 996-999
- Ademar de Spoleto 999-1003
- Romà de Spoleto 1003-1010
- Rainier (Marques de Toscana 1014-27) 1010-1020
- Hug II 1020-1035
- Hug III 1036-1043
- A Toscana 1043-1056
- Al Papa 1056-1057
- Godofred de la Baixa Lorena (Duc de la Baixa Lorena) 1057-1070
- A Toscana 1070-1082
- Rainier II 1082-1086
- A Toscana 1086-1093
- Werner I de Spoleto Werner II Marcgravi d'Ancona) 1093-1119
- A Toscana 1119-1158
- Güelf d'Este 1158-1172
- Ridelulf d'Urslingen 1172-1183
- Conrad d'Urslingen (Conrat II de Spoleto) 1183-1190
- Pandulf II 1190-1195
- Conrat d'Urslingen (segona vegada) 1195-1198
- Al Papa 1198-1222
- Otó de Brunswick 1209-1210
- Dipold de Vohburg 1210-1222
- Bertold I d'Urslingen 1222-1228
- Rainald d'Urslingen 1228-1230
- Conrad II d'Urslingen (Conrat III de Spoleto) 1227-1267
- Bertold II d'Urslingen 1251-1276
- Rainald d'Urslingen 1251-1276 (segona vegada)
- Cardenals governadors 1228-1860
- Guidantonio I Montefeltro 1419-1443